# أبو حردوب
أبو حردوب قرية سورية تتبع ناحية ذيبان في منطقة الميادين في محافظة دير الزور. بلغ عدد سكانها 8,657 نسمة في عام 2004 حسب إحصاء المكتب المركزي للإحصاء.